# Риохазавр

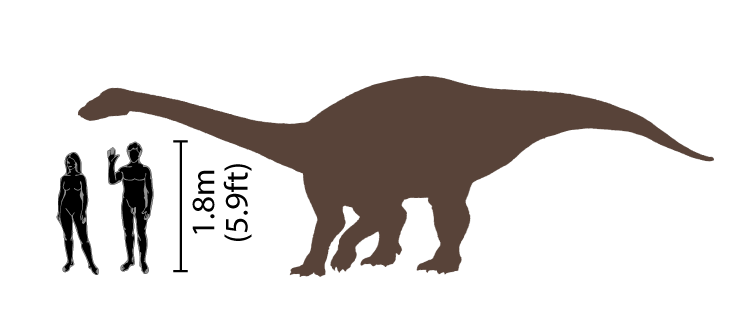
Риохазавр в сравнении с человеком

Риохазавр (иногда риойазавр, риойязавр, лат. Riojasaurus) — род растительноядных динозавров из подотряда завроподоморф, обнаруженный Хосе Бонапарте в аргентинской провинции Ла-Риоха. Риохазавр жил в позднем триасовом периоде и достигал длины 10 метров. Он является единственным представителем семейства, чьи остатки найдены в Южной Америке. 

## Описание
Риохазавра отличали тяжёлое тело, громоздкие ноги и длинные шея и хвост. Кости его ног были слишком массивными и плотными для раннего завроподоморфа. В противовес этому, его позвонки имели полости для облегчения веса, и, в отличие от большинства ранних завроподоморфов, у риохазавра было четыре крестцовых позвонка вместо трёх. Всё это указывало на то, что он был медлительным животным и не мог вставать за задние лапы. Почти равная длина передних и задних конечностей также указывала на его исключительно четвероногий образ передвижения. Однако в 2016 году при изучении анатомии кисти Скотт Хартман обнаружил, что кисти ящера были повёрнуты внутрь, а плечевой пояс чрезвычайно малоподвижен. Это указывает на то, что риохазавр был двуногим.
Самый первый скелет риохазавра был найден без черепа, зато превосходно сохранившийся череп, отнесённый к риохазавру, был найден позже. Зубы динозавра имели листовидную форму и бороздки. Верхняя челюсть содержала 5 передних зубов и 24, следующих на ними в ряд, который заканчивался под глазницами. 

## Систематика
Многие исследователи считают, что риохазавр был ближайшим родственником меланорозавра, жившего с конца триаса по раннюю юру. Однако, исследования, проведённые в Бристольском университете, выявили ряд уникальных ключевых черт, например, длинные кости в шее. Это сильно отличает риохазавра от других динозавров, найденных в формации Лос-Колорадос в Аргентине. Из-за своего размера и анатомии конечностей риохазавр и возможно связанный с ним меланорозавр рассматриваются как ближайшие родственники ранних зауропод.